# Donax trunculus
Donax trunculus, tellina conosciuto anche come arsella, sebbene non appartenga al genere omonimo, è un mollusco bivalve della famiglia Donacidae.

## Distribuzione e habitat
Mar Mediterraneo, Mar Nero, Oceano Atlantico orientale, in acque superficiali su fondali sabbiosi da 0 a 2 metri di profondità.

## Descrizione
Conchiglia cuneiforme, con la valva sinistra sempre più grande della destra. Fino a circa 3 centimetri.
In Sardegna ed in Liguria viene chiamata "arsella" la vongola verace.

## Pesca
In Italia la raccolta di questo mollusco viene praticata comunemente.
La raccolta professionale viene fatta mediante un attrezzo chiamato "rastrello da natante", simile a quello usato per la pesca delle vongole, che viene trainato da imbarcazioni in possesso di licenza di pesca. Tale attività può essere svolta unicamente in tratti di mare con acque classificate dai competenti organi di vigilanza sanitari; se la classe delle acque è definita "A" il prodotto può andare direttamente al consumo umano altrimenti deve essere avviato ad un trattamento di depurazione presso centri opportunamente autorizzati.
La raccolta manuale avviene attraverso uno strumento composto principalmente da un setaccio che raccoglie le telline e le separa dalla sabbia.
Tale strumento viene azionato mediante una fascia intorno alla vita che serve per spostarlo orizzontalmente e da un lungo manico che fuoriesce dall'acqua. Il manico permette al setaccio di essere inclinato con un angolo utile a rimanere 3-4 cm immerso nel fondale sabbioso, contrastando in tal modo le forze che lo tirerebbero a galla esercitate dal traino.